# ملعب ديغو
ملعب ديغو (هانغل: 대구스타디움) هو ملعب رياضي يقع في ديغو، كوريا الجنوبية. عرف الملعب سابقاً باسم ملعب كأس العالم ديغو لكن تم تغييره إلى ملعب ديغو في 5 مارس 2008. لدى الملعب سعة ل65,754 شخص. يبعد الملعب حوالي 11 كم أو 20 دقيقة بالسيارة للوصول لمطار ديغو الدولي. ويديره إدارة مركز ديغو للمرافق الرياضية. كان ملعب ديغو أحد الأماكن المستضيفة لكأس العالم لكرة القدم 2002. وقد كان الملعب الرئيسي لبطولة العالم لألعاب القوى 2011.
يلعب نادي ديغو وهو فريق يلعب بالدوري الكوري الجنوبي مبارياته المنزلية على الملعب. بلغت تكلفة بناء هذا الملعب حوالي 265 مليون دولار أمريكي وتم الانتهاء من بنائه في مايو 2001.

## كأس العالم لكرة القدم 2002
يعتبر الملعب أكبر ملاعب كوريا الجنوبية في كأس العالم لكرة القدم 2002 وقد أقيمت المباريات التالية عليه.
| موعد       | فريق #1        | نتيجة | فريق #2          | الدور            |
| ---------- | -------------- | ----- | ---------------- | ---------------- |
| 2002-06-06 | الدنمارك       | 1–1   | السنغال          | المجموعة الأولى  |
| 2002-06-08 | سلوفينيا       | 0–1   | جنوب إفريقيا     | المجموعة الثانية |
| 2002-06-10 | كوريا الجنوبية | 1–1   | الولايات المتحدة | المجموعة الرابعة |
| 2002-06-29 | كوريا الجنوبية | 2–3   | تركيا            | المركز الثالث    |